# شاو كان
شاو كان (بالإنجليزية: Shao Kahn)‏، هو ملك ديكتاتوري وأقوى خصوم اللعبة في سلسلة مورتال كومبات، ظهر هذه الشخصية لأول مرة في تاريخ اللعبة في إصدارها الجزء الثاني من اللعبة، وهو يقوم بقتل الملك العجوز شانغ تسونغ.
كما تعبر اللعبة عن أن شاو كان، كان قاسي القلب وكان يغدر للمنافسين على المبارزة في أرض الحلبة، كما استعمل قوته بجسده ويحمل مطرقة ضخمة، ليقتل أي محارب أو أي شخص يقف في وجهه، كما أستعمل السحر الأسود للتأثير على من يريد التخلص منه.

## ظهوره الدائم في لعبة الفيديو

شاو كان في لعبة مورتال كومبات تريلجي

في الجزء الثاني من اللعبة Mortal Kombat 2، كان شانغ تسونغ العدو الأول والملك في القصر الملكي، يتناسب مع البيئة الصينية، وعندما عجز أن يفعل أي شيء، أضطر بتحويل نفسه إلى أشباه المحاربين، ولكنه لم يفلح، فطلب الاستغاثة من الملك الخفي شاو كين، فلم يرحمه، وقام بقتله.
وبدأ خططه الشيطانية بالسيطرة على مدينة نيويورك الأمريكية وبإرسال مجموعة من المسوخ لتدمير استقرار البلدة، إلا أن أحد أبطال اللعبة اتفقوا ان يتخلص من الطاغية شاو كان ليعيد الاستقرار في العالم الافتراضي.

## وصلات خارجية
- Shao Kahn - The Mortal Kombat Wiki